# Diemschlag
Diemschlag ist eine Ortschaft und eine Katastralgemeinde in der Marktgemeinde Ludweis-Aigen im niederösterreichischen Waldviertel. Die Ortschaft hat 44 Einwohner (Stand 1. Jänner 2024).

## Geografie
Das linksseitig am Seebsbach liegende Dorf ist von der Landesstraße L8049 über die L8050 erreichbar, die im Ort endet. Am 1. April 2020 umfasste die Ortschaft 32 Adressen.

## Siedlungsentwicklung
Zum Jahreswechsel 1979/1980 befanden sich in der Katastralgemeinde Diemschlag insgesamt 46 Bauflächen mit 19.153 m² und 48 Gärten auf 34.106 m², 1989/1990 gab es 46 Bauflächen. 1999/2000 war die Zahl der Bauflächen auf 71 angewachsen und 2009/2010 bestanden 45 Gebäude auf 106 Bauflächen.

## Geschichte
Urkundlich wurde der Ort erstmals 1230 im Jahr als „Tyemslag“ erwähnt, was sich vom männlichen Vornamen Thiemo ableiten lässt. Die Endsilbe -schlag verweist auf den Umstand, dass die Lage durch Rodung (Schlägerung) baumfrei gemacht und danach besiedelt wurde.
Im Jahr 1822 wurde der Ort als Dorf mit 23 Häusern genannt, das nach Aigen eingepfarrt war, wohin auch die Kinder eingeschult wurden. Die Herrschaft Raabs besaß die Ortsobrigkeit, übte die Landgerichtsbarkeit aus und besorgte die Konskription. Die Untertanen und Grundholde des Ortes gehörten den Herrschaften Raabs und Drosendorf. Laut Adressbuch von Österreich waren im Jahr 1938 in Diemschlag ein Korbflechter, ein Schmied und mehrere Landwirte ansässig. Der Ort wurde aus der Katastralgemeinde Fistritz herausgelöst und war Teil der damaligen Gemeinde Aigen, bevor sich die Marktgemeinde Ludweis-Aigen konstituierte.

## Bodennutzung
Die Katastralgemeinde ist landwirtschaftlich geprägt. 220 Hektar wurden zum Jahreswechsel 1979/1980 landwirtschaftlich genutzt und 89 Hektar waren forstwirtschaftlich geführte Waldflächen. 1999/2000 wurde auf 224 Hektar Landwirtschaft betrieben und 89 Hektar waren als forstwirtschaftlich genutzte Flächen ausgewiesen. Ende 2018 waren 215 Hektar als landwirtschaftliche Flächen genutzt und Forstwirtschaft wurde auf 89 Hektar betrieben. Die durchschnittliche Bodenklimazahl von Diemschlag beträgt 32,2 (Stand 2010).